# Quorum de Funcionamento da Assembleia da República
Quorum de Funcionamento é a quantidade mínima com que a Assembleia da República pode funcionar em reunião plenária. É necessário a presença de, pelo menos, um quinto do número de deputados em efectividade de funções.
As comissões só podem funcionar com a presença de, pelo menos, um terço dos seus membros.